# Red Bull Racing RB18
Der Red Bull Racing RB18 ist der Nachfolger des RB16B und der von Red Bull Racing entwickelte und konstruierte Formel-1-Rennwagen für die Formel-1-Weltmeisterschaft 2022. Er ist erstmalig mit dem hauseigenen Red-Bull-Powertrains-Motor ausgestattet. Nach dem Ende der Zusammenarbeit mit Honda sowie der neuen Partnerschaft mit Oracle wurde das Team in Oracle Red Bull Racing umbenannt Vorgestellt wurde der neue Bolide am 9. Februar 2022 auf dem Red Bull Technology Campus in Milton Keynes.

## Technik und Entwicklung
Wie alle Formel-1-Fahrzeuge des Jahres 2022 ist auch der Red Bull Racing RB18 ein hinterradangetriebener Monoposto mit einem Monocoque aus kohlenstofffaserverstärktem Kunststoff (CFK). Außer dem Monocoque bestehen auch viele weitere Teile des Fahrzeugs, darunter die Karosserieteile und das Lenkrad aus CFK. Auch die Bremsscheiben sind aus einem mit Kohlenstofffasern verstärkten Verbundwerkstoff.

### Motor und Getriebe
Der RB18 hat einen 1,6-Liter-V6-Motor von Honda, der 662 kW (900 PS) bei 15.000/min leistet. Dieser Motor ist ein turbogeladener Mittelmotor. Zusätzlich hat das Fahrzeug einen 120-kW-Elektromotor, es ist also ein Hybridelektrokraftfahrzeug. Die Entwicklung der Antriebe muss zum Saisonstart 2022 für drei Jahre eingefroren werden, da die neue Generation aus Kostengründen erst für 2026 eingeführt werden soll. Die Kraft überträgt ein sequentielles, mit Schaltwippen betätigtes Achtgang-Getriebe von Red Bull Racing. Das Fahrzeug hat nur zwei Pedale, ein Gaspedal (rechts) und ein Bremspedal (links). Genau wie viele andere Funktionen wird die Kupplung, die nur beim Anfahren aus dem Stand verwendet wird, über einen Hebel am Lenkrad bedient.

### Aerodynamik
Die Aerodynamik hat im Vergleich zu den letzten Jahren die größte Änderung erfahren. Der Groundeffekt, der schon einmal Ende der 70er- bis Anfang der 80er-Jahre erfolgreich war, generiert ab jetzt einen großen Teil des Abtriebs über den Unterboden. Die Turbulenzen für die nachfolgenden Fahrzeuge (Dirty Air) sollen dadurch verringert und Rad-an-Rad-Gefechte auf der Piste potentiell öfter möglich werden. Ein einfacher gestalteter Frontflügel mit stark vereinfachter Endplatte, ein vereinfachter Heckflügel mit nach innen geneigten Endplatten und das Weglassen vieler Schlitze und Seitenleitelemente (Barge-Boards) sollen den Luftstrom weiter optimieren.

### Reifen
Der Wagen ist seit der Reglementänderung 2022 mit den neuen 305 mm breiten Vorderreifen und mit 405 mm breiten Hinterreifen des Einheitslieferanten Pirelli ausgestattet, die auf den schwereren 18-Zoll-Rädern, statt bisher 13-Zoll-Rädern, montiert sind. Von diesen werden sich bessere Fahreigenschaften und durch die größeren Felgen auch stärkeren Bremswirkung durch die größer ausfallenden Bremsscheiben versprochen. Pirelli stellte neben den fünf verschiedenen P-Zero-Slick-Reifen auch Cinturato Intermediates und Full-Wets für Nässe zur Verfügung.

### DRS
Der RB18 hat, wie alle Formel-1-Fahrzeuge seit 2011, ein Drag Reduction System (DRS), das durch Flachstellen eines Teils des Heckflügels den Luftwiderstand des Fahrzeugs auf den Geraden verringert, wenn es eingesetzt werden darf. Auch das DRS wird mit einem Schalter am Lenkrad des Wagens aktiviert.

### Halo
Der RB18 ist, wie für alle Formel-1-Fahrzeuge seit 2016 von der FIA vorgeschrieben, mit dem Halo-System ausgestattet, das einen zusätzlichen Schutz für den Kopf des Fahrers bietet.

## Lackierung und Sponsoring
Der RB18 ist überwiegend in matten Dunkelblau und Gelb Farbtönen, lackiert. Die Top-Kamera von Pérez ist zur besseren Unterscheidung im Rennen, im Unterschied zum Fahrzeug von Verstappen, gelb lackiert. Nach dem Weltmeistertitel in der Formel-1-Weltmeisterschaft 2021 nimmt Max Verstappen als Titelverteidiger das Recht für sich in Anspruch, die Startnummer 1 auf dem Fahrzeug zu tragen.
Auf den beiden Seitenkästen ist großen Buchstaben der Softwarehersteller Oracle als neuer Titelsponsor zu sehen. Des Weiteren werben Red Bull, BYBIT, e-Commerce-Anbieter ROKT, ExxonMobil (mit den Marken Esso und Mobil 1), Rauch, TAG Heuer, CDW, Siemens, Hewlett Pacard, die Grupo Carso (mit Claro, einem Markennamen in mehreren Staaten Lateinamerikas für Mobilfunknetze von América Móvil, dem zu Telmex gehörenden Internetprovider Infinitum und Telcel), Heinecken (Marke „Players 0.0“), Honda, Pirelli, PokerStars Casino auf dem Fahrzeug.

## Fahrer
Red Bull Racing tritt in der Saison 2022 mit der erfolgreichen Fahrerpaarung Sergio Pérez und Max Verstappen an. Als Test- und Ersatzfahrer stehen im Team zum einen seit Jahren der frühere Formel-1-Fahrer Sébastien Buemi und der Formel-2-Pilot Liam Lawson als zusätzlicher Ersatzfahrer für Red Bull und AlphaTauri unter Vertrag. Verstappen bestreitet seine sechste vollständige Saison für das Team (seine siebte insgesamt). Pérez bestreitet seine 2 Saison im RB18.

### Fahrerwertung
| Rang                            | Fahrer         | Nr. | 1    | 2 | 3   | 4   | 5 | 6 | 7 | 8 | 9   | 10 | 11    | 12 | 13 | 14 | 15 | 16 | 17 | 18 | 19 | 20 | 21  | 22 | Punkte |
| ------------------------------- | -------------- | --- | ---- | - | --- | --- | - | - | - | - | --- | -- | ----- | -- | -- | -- | -- | -- | -- | -- | -- | -- | --- | -- | ------ |
| Formel-1 Weltmeisterschaft 2022 |                |     |      |   |     |     |   |   |   |   |     |    |       |    |    |    |    |    |    |    |    |    |     |    |        |
| 01.                             | Max Verstappen | 1   | *19* | 1 | DNF | 1   | 1 | 1 | 3 | 1 | 1   | 7  | 121   | 1  | 1  | 1  | 1  | 1  | 7  | 1  | 1  | 1  | 464 | 1  | 454    |
| 03.                             | Sergio Pérez   | 11  | *18* | 4 | 2   | 323 | 4 | 2 | 1 | 2 | DNF | 2  | 5DNF5 | 4  | 5  | 2  | 5  | 6  | 1  | 2  | 4  | 3  | 575 | 3  | 305    |
|                                 |                |     |      |   |     |     |   |   |   |   |     |    |       |    |    |    |    |    |    |    |    |    |     |    | 759    |

| Legende  | Legende            | Legende                                                          |
| Farbe    | Abkürzung          | Bedeutung                                                        |
| -------- | ------------------ | ---------------------------------------------------------------- |
| Gold     | –                  | Sieg                                                             |
| Silber   | –                  | 2. Platz                                                         |
| Bronze   | –                  | 3. Platz                                                         |
| Grün     | –                  | Platzierung in den Punkten                                       |
| Blau     | –                  | Klassifiziert außerhalb der Punkteränge                          |
| Violett  | DNF                | Rennen nicht beendet (did not finish)                            |
| Violett  | NC                 | nicht klassifiziert (not classified)                             |
| Rot      | DNQ                | nicht qualifiziert (did not qualify)                             |
| Rot      | DNPQ               | in Vorqualifikation gescheitert (did not pre-qualify)            |
| Schwarz  | DSQ                | disqualifiziert (disqualified)                                   |
| Weiß     | DNS                | nicht am Start (did not start)                                   |
| Weiß     | WD                 | zurückgezogen (withdrawn)                                        |
| Hellblau | PO                 | nur am Training teilgenommen (practiced only)                    |
| Hellblau | TD                 | Freitags-Testfahrer (test driver)                                |
| ohne     | DNP                | nicht am Training teilgenommen (did not practice)                |
| ohne     | INJ                | verletzt oder krank (injured)                                    |
| ohne     | EX                 | ausgeschlossen (excluded)                                        |
| ohne     | DNA                | nicht erschienen (did not arrive)                                |
| ohne     | C                  | Rennen abgesagt (cancelled)                                      |
| ohne     | keine WM-Teilnahme |                                                                  |
| sonstige | P/fett             | Pole-Position                                                    |
| sonstige | 1/2/3/4/5/6/7/8    | Punktplatzierung im Sprint-/Qualifikationsrennen                 |
| sonstige | SR/kursiv          | Schnellste Rennrunde                                             |
| sonstige | *                  | nicht im Ziel, aufgrund der zurückgelegten Distanz aber gewertet |
| sonstige | ()                 | Streichresultate                                                 |
| sonstige | unterstrichen      | Führender in der Gesamtwertung                                   |